# JIMO

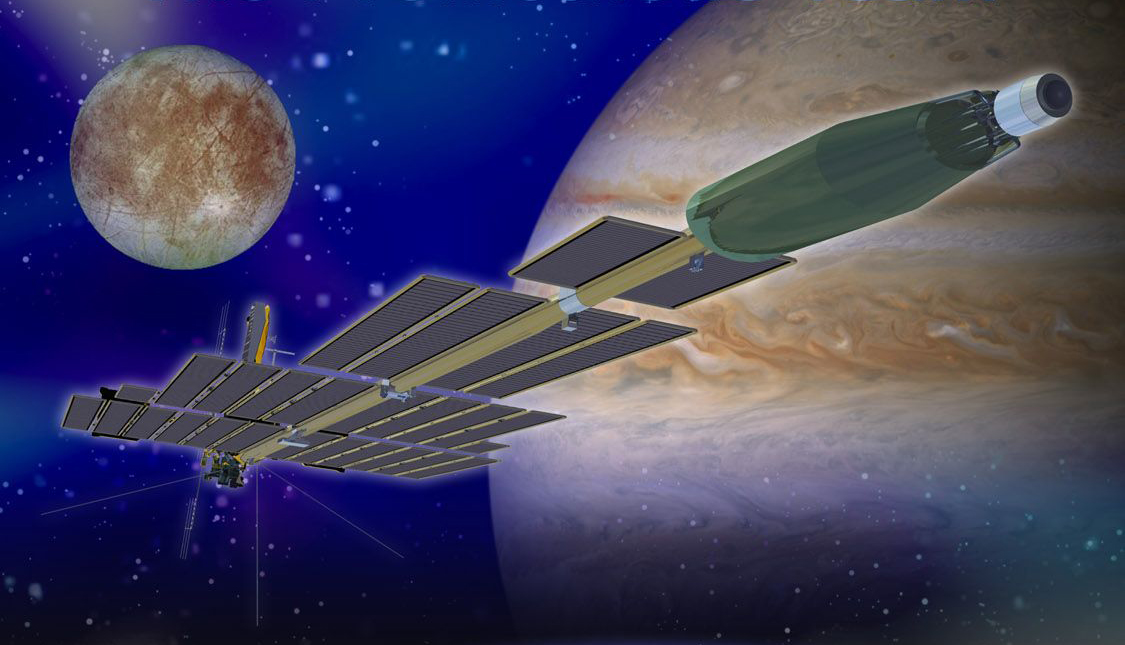
JIMOの前方からのイメージ

JIMO（英: Jupiter Icy Moons Orbiter、訳：木星氷衛星周回機）はNASAが提案していた木星の氷衛星を探査するための宇宙探査機。主目標はエウロパであり、エウロパの海には地球外生命の存在が期待されている。ガニメデやカリストも衛星表面の氷層下に液体を有していると考えられており、これらも探査機の目標とされた。2005年に予算が削除され、事実上の計画中止となっている。

## 機体

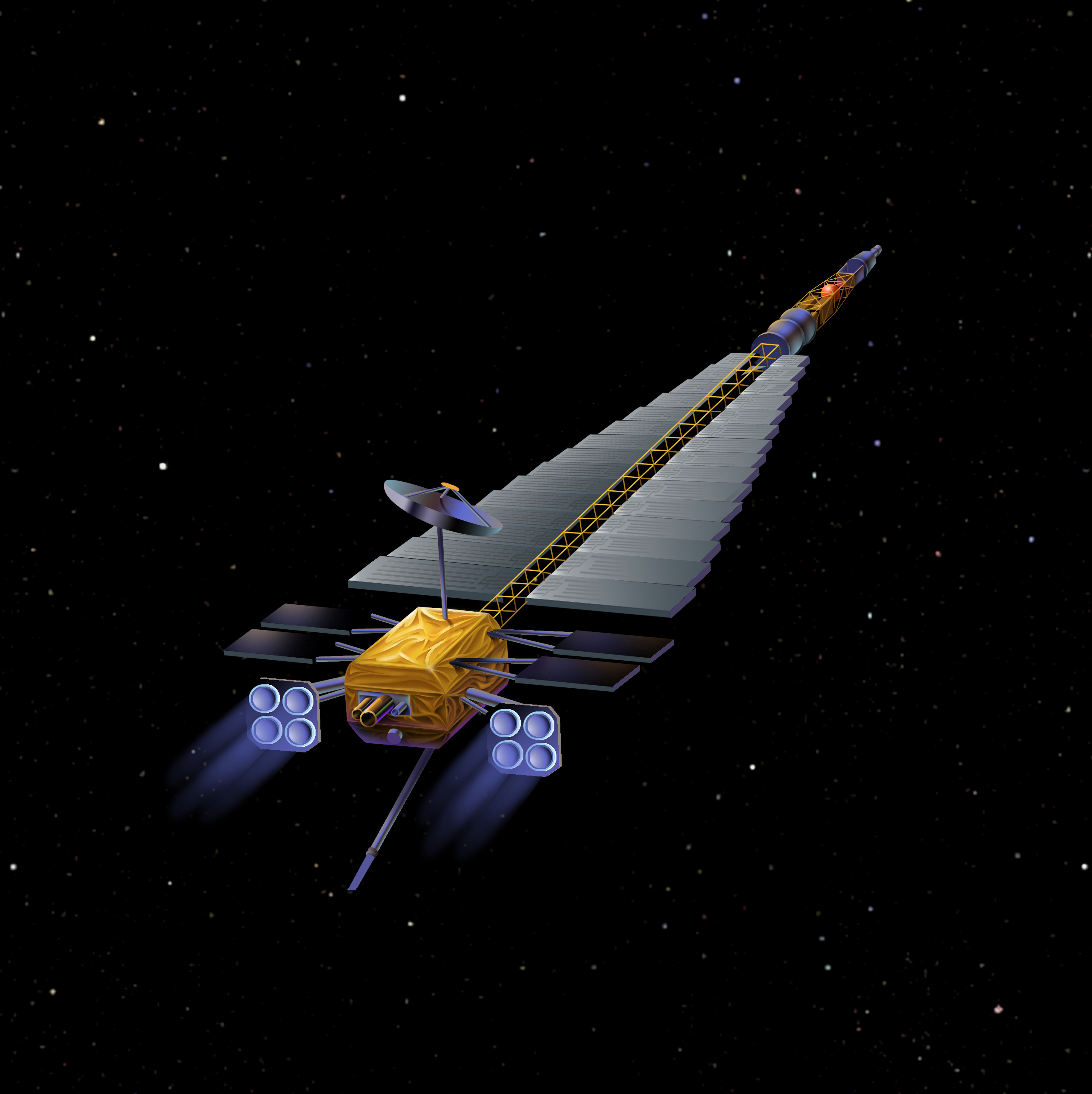
JIMOのコンセプトイメージ

JIMOには多くの革新的な技術が使用される予定だった。
木星の衛星に到着するまではHiPEPまたはNEXISエンジンを介したイオンエンジンシステムによって推力を得て、さらに電力は小型原子炉で供給される。原子炉の熱から電力への変換にはブレイトン電力変換システムが使用され、従来の太陽電池やRTG電力システムに比べ数千倍もの電力が供給可能となる。原子炉はフルスケールで氷を貫通するレーダーシステムは強力で広帯域のデータ送信を実現させるかもしれないと期待されていた。
電気推進（イオンエンジン8基と多様なサイズのホールスラスタ）を使用することによって木星の衛星と環を周回する軌道に進入、離脱することが可能となり、マヌーバに使用できる燃料に制限のあった従来の探査機に比べ、より詳細な観測とマッピングが可能になるとされた。
原子炉は機体の先端に設置し、繊細な探査機の装置を保護する強力な放射線シールドが後方に置かれる設計が考えられていた。軌道に打ち上げられる放射性同位体の量を最小限にするため、原子炉は探査機が地球軌道を完全に離脱してから電力が入れられる予定だった。この設計は以前外太陽系ミッションに使用されたRTGよりも危険度が低いと考えられた。
2004年9月20日に初期設計コンテストにはロッキード・マーティンとボーイングIDSを破り、ノースロップ・グラマンが選ばれた。コンテストは2008年まで続けられる予定だった。

## 初期設計の諸元

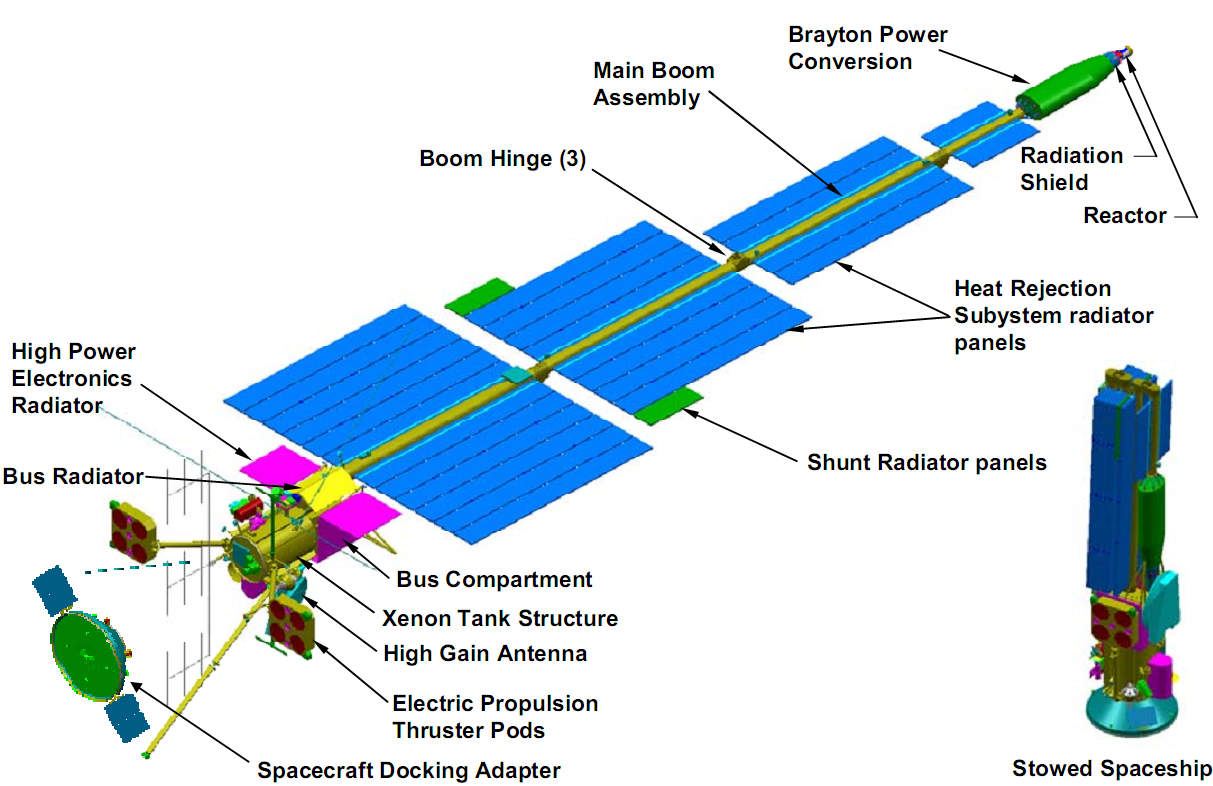
JIMOの概略図

- 科学ペイロード重量: 1,500 kg
- 電気タービンポンプ: 104 kW（440 V AC）（一基あたり）
- 配置可能なラジエーター: 表面422 m²
- イオンスラスター: 30 kW、比推力 7,000 s（69 kN·s/kg）（一基あたり）
- 通信リンク: 10 Mbit/s (4×250ワット TWTA)
- 展開後のサイズ: 58.4 m × 15.7 m
- 展開前のサイズ: 19.7 m × 4.57 m
- ミッションの設計寿命: 20年間
- 打上げ年: 2017年
- 打上げ機: デルタ4H

## キャンセル

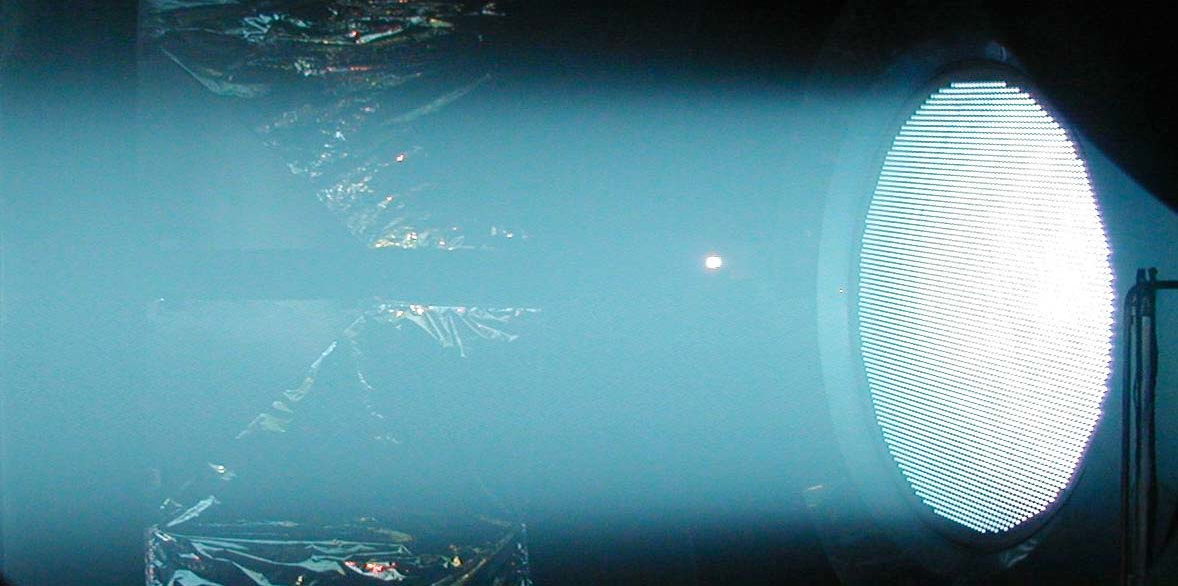
JIMO/NEXISイオンエンジンテスト（2005年）

NASAの優先順位が有人宇宙ミッションに移行したため、JIMO計画の予算は2005年に無くなり、事実上の計画中止となった。問題は多々あったが、提案されていた原子力技術および複数回の打上げと軌道上での組み立ては野心的過ぎると判断された。
中止となった段階ではJIMOミッションは初期の計画段階にあり、打ち上げも2017年以降が予想されていた。このミッションはNASAのプロメテウス計画における最初のミッションだった。
なお、木星の衛星探査として現在EJSMがNASA/ESAの共同ミッションとして検討されている。